# Rubus griesiae
Rubus griesiae es una especie de planta del género Rubus, perteneciente a la familia Rosaceae.

## Taxonomía
Rubus griesiae fue descrita por H. E. Weber en 2003.

## Distribución
Se encuentra en el territorio de Países Bajos, Bélgica y Alemania.